# Migheli
Migheli è un cognome di lingua sarda.

## Varianti
Miali, Migaleddu, Migali.

## Origine e diffusione
Cognome tipicamente sardo, è presente prevalentemente nel sassarese.
Potrebbe derivare dal prenome Michele, avendo quindi affinità con il cognome italiano Micheli.
La variante Migali è omonima di un cognome italiano.